# Impatiens yercaudensis
Impatiens yercaudensis är en balsaminväxtart som beskrevs av Bhaskar. Impatiens yercaudensis ingår i släktet balsaminer, och familjen balsaminväxter. Inga underarter finns listade i Catalogue of Life.